# کروناویریده
کروناویریده (نام علمی: Coronaviridae) خانواده ای از ویروس‌های پوشش‌دار و آران‌ای‌دار تک رشته‌ای و مثبت گَرد هستند که طول ژنوم ویروسی آن‌ها ۲۶ تا ۳۲ کیلوباز است. این ذرات معمولاً با زائده‌های گرزی یا گلبرگی شکل تا ۲۰ نانومتر آراسته شده‌اند (پپلومر یا خار) که در نمای میکروگراف‌های الکترونی، ذرات صفحه‌ای به شکل تاج خورشیدی را یادآور می‌شوند و بنابر این اعضای این خانواده به نام کروناویروس (ویروس‌های تاج‌دار) شناخته می‌شوند. جدیدترین عضو کروناویروس سندرم حاد تنفسی ۲ (SARS-CoV-2) است که بیشترین مرگ و میر را نسبت به سایر اعضای این خانواده دارد.

## ویروس‌شناسی
سمت ۵' و ۳' ژنوم این ویروس کلاهک و دُم پلی¬A است. پوشش ویروسی از طریق جوانه‌زدن شبکه آندوپلاسمی و دستگاه گلژی به وجود می‌آید و شامل دو گونه گلیکوپروتئین مختص ویروس S و M است. گلیکوپروتئین S زوائد بزرگ سطحی هستند درحالیکه M پروتئینی ۳ بار گذرنده از غشا می‌باشد. توروویروس‌ها و زیر مجموعه‌ای مشخص از کروناویروس‌ها (به صورت مشخص اعضای زیر گروه A در جنس بتاکروناویروس)، علاوه بر پپلومر S پروتئین ساختاری مهم دیگر، فسفوپروتئین N است که مسول تقارن مارپیچی کپسید هسته‌ای است که آران‌ای ژنومی را در بر می‌گیرد.

## رده‌بندی
خانواده کروناویروس شامل 3 زیر خانواده، ۵ سرده و ۴۶ گونه است.

## انتقال
کروناویروس‌ها از راه مدفوعی_دهانی، ترشحات تنفسی، تماس مستقیم از طریق لمس سطح آلوده به ویروس و تماس با چشم، بینی و دهان قبل از شستن دست‌ها منتقل می‌شود.

## بیماری‌زایی
کروناویروس دستهٔ بزرگی از پستانداران و پرندگان را آلوده می‌کند. این ویروس‌ها در انسان موجب عفونت‌های تنفسی می‌شوند. با وجود این که در اکثر مواقع مثل سرماخوردگی‌های معمولی بیماری‌زایی خفیفی دارند، اما در مواردی نادر سبب بروز بیماری‌های شدیدتر و مرگ بار مثل سندرم حاد تنفسی (SARS) و سندرم تنفسی خاورمیانه (MERS) می‌شوند. این ویروس‌ها همچنین می‌توانند عفونت‌های روده‌ای در نوزادان و در موارد نادر سندروم‌های سیستم عصبی را نیز به وجود بیاورند.
کروناویروس‌ها در گونه‌های جانوری مختلف، عفونت و بیماری‌های متفاوتی ایجاد می‌کنند. در مرغ‌ها باعث ایجاد عفونت‌های دستگاه تنفسی فوقانی و در خوک‌ها و گاوها ایجاد اسهال می‌کنند.

### کروناویروس انسانی
باور بر این است که ویروس کرونا بیش از نیمی از سرماخوردگی‌ها را در بالغین و کودکان سبب می‌شود. سرماخوردگی ناشی از کروناویروس علایم شاخصی مثل تب، گلو درد و تورم لوزه‌ها را در زمستان و ابتدای بهار سبب می‌شود. کروناویروس‌ها می‌توانند سبب سینه‌پهلو (علت ابتدایی سینه‌پهلوی ویروسی یا علت ثانویهٔ سینه‌پهلوی باکتریایی) و برونشیت (برونشیت مستقیم ویروسی یا برونشیت غیرمستقیم باکتریایی) شوند. گسترده‌ترین ابتلای انسانی ویروس کرونا در سال ۲۰۰۳ (کروناویروس سارس) بود که سبب التهاب حاد سیستم تنفسی می‌شد و بیماریزایی شاخص آن بدین صورت بود که مجاری تنفسی فوقانی و تحتانی را متأثر می‌کرد. هنوز هیچ واکسن یا داروی ضد ویروسی برای عفونت‌های ناشی از ویروس کرونا وجود ندارد.
۷ نژاد کروناویروس انسانی که تا کنون شناسایی شده‌اند:
1. کروناویروس انسانی ۲۲۹ئی (HCoV-229E)
2. کروناویروس انسانی اوسی۴۳ (HCoV-OC43)
3. کروناویروس سندرم حاد تنفسی (SARS-CoV)
4. کروناویروس انسانی ان‌ال۶۳ (HCoV-NL63)
5. کروناویروس انسانی اچ‌کی‌یو۱
6. کروناویروس مربوط به نشانگان تنفسی خاورمیانه (MERS-CoV)، که در گذشته به نام کروناویروس جدید ۲۰۱۲ یا HCoV-EMC شناخته می‌شد
7. کروناویروس سندرم حاد تنفسی ۲ (SARS-CoV-2) که قبل‌تر به نام کروناویروس ۲۰۱۹ یا کروناویروس جدید ۲۰۱۹ شناخته می‌شد.

ویروس‌های HCoV-229E ,-NL63 ،OC43 و -HKU1 به صورت مرتب در جمعیت انسانی ایجاد بیماری می‌کند و عفونت سیستم تنفسی را در کودکان و بزرگسالان باعث می‌شود.

## سارس
کروناویروس سندرم حاد تنفسی (SARS-CoV)، به نظر می‌رسد که فقط محدود به سیستم تنفسی باشد که سلول‌های مستعد آلودگی با آسیب سلول‌های تنفسی باعث آسیب بافتی حبابچه‌های تنفسی و سندروم زجر تنفسی می‌شوند. اسهال نیز دور از انتظار نبوده اما مدارک کمی از آسیب اپی‌تلیوم روده‌ای وجود دارد. آسیب درختچهٔ تنفسی محدود به قسمتهای پایین‌تر سیستم تنفسی می‌شود و گزارش‌های به دست آمده نشان می‌دهند که پاسخ ایمنی نقش مهمی در سرنوشت بیماران سارس دارد.

## کروناویروس ۲۰۱۹
کروناویروس سندرم حاد تنفسی ۲ (SARS-CoV-2)، نتیجهٔ گسترش بیماری تنفسی است که اولین بار در ووهان چین اتفاق افتاد. با وجود این که بازار غذاهای دریایی ووهان ممکن است منشأ اصلی بیماری نباشد. بیمار صفر (مورد شاخص یا بیمار ابتدایی در تحقیقات همه‌گیرشناسی)، ارتباط مشخصی با بازار مواد غذایی دریایی نداشت. مسؤولان بهداشت چین برای اولین بار ژنوم کامل 2019-CoV را در بانک ژنی، پایگاه اطلاعات توالی ژنتیکی سازمان جهانی بهداشت و مرکز جهانی مشترک اطلاعات آنفلوآنزا (GISAID) منتشر کردند تا شناسایی ویروس را تسریع کنند. از لحاظ رده‌بندی، کروناویروس ۲۰۱۹ عضوی از زیر جنس ساربکو ویروس (دامنه B از Beta-CoV)، از خانوادهٔ اورتو کروناویروس است. ویروس 2019-nCoV هفتمین عضو از خانوادهٔ کروناویروس (بعد از 229E, NL63, OC43, HKU1, MERS-CoV, SARS-CoV) است، که انسان را آلوده می‌کند.
در ۲۸ ژانویه ۲۰۲۰، مسولان بهداشتی در آلمان ابتلای یک مرد اهل بایرن از یک زن فاقد نشانهٔ بیماری که طی سفری کاری به چین مسافرت کرده بود را گزارش دادند. به نظر می‌رسد که این مورد اولین مورد از انتقال انسان به انسان در خارج از چین باشد. مورد دیگری از انتقال انسان به انسان در خارج از چین در ویتنام اتفاق افتاد. عفونت حاصل از کروناویروس 2019-CoV سیستم تنفسی تحتانی را با نرخ بیماریزایی ۲ تا ۴ نفر به ازای یک مورد فرد آلوده درگیر می‌کند (R0 که نشان‌دهندهٔ عفونتهای ایجاد شده توسط یک فرد آلوده‌است). سارس و مرس R0 پایین‌تری داشتند و به سادگی منتقل نمی‌شدند. محققان هنوز تخمین درستی از میزان سرایت کروناویروس 2019-CoV ندارند اما گمان‌های اولیه از نرخی مشابه مرس حکایت دارند.
در غروب ۲۸ ژانویه، مدیران بهداشتی بایرن از آلودگی ۳ نفر از همکاران فرد آلودهٔ ابتدایی در اروپا گزارش دادند. شرکت مربوطه تعطیل شده و ۴۰ کارمند در ابتدا و ۱۱۰ کارمند در حال حاضر تحت آزمایش هستند. نتایج تحقیقات اطلاعات مهمی را جهت تشخیص R0 نشان خواهد داد. در ۳۱ ژانویه ۲۰۲۰ زنجیرهٔ آلودگی در بایرن به ۶ نفر (که یکی از آنها کودک بودند) رسید که همگی توسط عضوی از خانواده آلوده شده بودند.
علایم ملایم شروع عفونت ممکن است مانع تشخیص زود هنگام شده و خطر همه‌گیری را زیاد کند اما در عین حال می‌تواند نشانه‌ای از مرگ‌ومیر پایین این بیماری نیز باشد. علی‌رغم تأیید گزارش‌ها، عفونت ممکن است دستگاه تنفسی تحتانی را نیز تحت تأثیر قرار دهد. تأیید این مدعا می‌تواند دلیلی بر نرخ بالای انتقال ویروس باشد (مسافت طی شده توسط ویروس کمتر بوده و آزاد شدن آن با سرفه هم ممکن است).

## اتصال و ورود
کروناویروس از طریق اتصالات بین خارهای گلیکوپروتئنی ویروسی به گلیکوپروتئینهای سطح سلول میزبان می‌چسبد. برخی از ویروسهای کرونا به سیالیک اسید گلیکوپروتئینها و گلیکولیپیدها از طریق خار و/یا گلیکوپروتئینهای هماگلوتنین استراز متصل می‌شوند. تعاملات بین کروناویروس و گیرنده‌های سلول میزبان میزان تخصص یافتگی، کرایش بافتی و بیماریزایی ویروس را تعیین می‌کند.

## رونویسی
ژنوم کروناویروس آران‌ای تک رشته‌ای و مثبت با اندازه‌ای حدود ۲۶ تا ۳۰ کیلو باز است که تا کنون بزرگترین ژنوم ویروسی آران‌ای‌دار قسمت-نشده به حساب می‌آید. عملکرد کلیدی تولید آران‌ای کروناویروس توسط ژن رپلیکاز کدگذاری می‌شود. این ژن از بیش از ۲۰۰۰۰ نوکلئوتید تشکیل شده که ۲ پلی‌پروتئین pp1a و pp1ab را کد گذاری می‌کند و توسط پروتئیازهای ویروسی پردازش می‌شود (ببینید؛ UniProt annotation of SARS rep, P0C6X7). طی چند سال گذشته مشخص شده که اندازهٔ یکتای ژنوم و مکانیسم به‌خصوص تولید RNA تحت ژنومی طویل در کروناویروس مربوط به تولید پروتئینهایی غیر ساختاری است (nsps) که در میان ویروسهای RNAدار بی‌سابقه است. در واقع بسیاری از این محصولات شکافت رپلیکاز خودشان پروتئین‌های چند بخشی هستند که پیچیدگی عملکردی و تعاملی پروتئین را زیاد می‌کنند. مطالعات ساختاری نشان داده‌اند که nsps بعد از آزاد شدن از مولکولهای پیش‌ساز، تشکیل دایمر می‌دهند. پیش‌سازهای pp1a/pp1ab و محصولات پردازشی به صورت مجموعه‌های بزرگ وابسته به غشا درمی‌آیند که واکنشهای درگیر در تولید RNA و رونویسی را تسریع کرده و به نظر می‌آید که عملکردهای دیگری نیز در چرخهٔ زندگی ویروس بر عهده دارند. کروناویروس‌ها، همچنین، تغییر چارچوب ریبوزومی و تعلل پلیمرازی را به عنوان بخشی از چرخهٔ پیچیدهٔ رونویسی نشان می‌دهند.